# Längdhopp för herrar i friidrott vid olympiska sommarspelen 2008
Herrarnas längdhopp vid olympiska sommarspelen 2008 ägde rum 16 och 18 augusti i Pekings Nationalstadion. 

## Medaljörer
| Event     | Guld                   | Guld   | Silver                   | Silver | Brons               | Brons  |
| Längdhopp | Irving Saladino Panama | 8,34 m | Khotso Mokoena Sydafrika | 8,24 m | Ibrahim Camejo Kuba | 8,20 m |

## Kvalificering
Höjder för att kvalificera sig till OS var 8,20 m (A-kvalgräns) och 8,05 m (B-kvalgräns).

## Rekord
Före tävlingarna gällde dessa rekord:
| Världsrekord     | Mike Powell | 8,95 m | Tokyo, Japan        | 30 augusti 1991 |
| Olympiskt rekord | Bob Beamon  | 8,90 m | Mexico City, Mexiko | 18 oktober 1968 |

## Resultat

### Kval
| Placering | Grupp | Namn                        | Nationalitet   | 1           | 2            | 3           | Märke | Noteringar |
| --------- | ----- | --------------------------- | -------------- | ----------- | ------------ | ----------- | ----- | ---------- |
| 1         | A     | Louis Tsatoumas             | Grekland       | 8.27 (+0.1) | 0.00         | 0.00        | 8.27  | Q          |
| 2         | A     | Ibrahim Camejo              | Kuba           | 8.23 (+0.5) | 0.00         | 0.00        | 8.23  | Q          |
| 3         | A     | Greg Rutherford             | Storbritannien | 8.16 (-0.1) | 0.00         | 0.00        | 8.16  | Q          |
| 4         | A     | Khotso Mokoena              | Sydafrika      | 8.03 (-0.1) | x            | 8.14 (-0.1) | 8.14  | q          |
| 5         | B     | Ngonidzashe Makusha         | Zimbabwe       | 8.14 (0.0)  | 7.94 (0.0)   | -           | 8.14  | q          |
| 6         | B     | Wilfredo Martínez           | Kuba           | 7.92 (+0.4) | 7.80 (+0.4)  | 8.07 (+0.1) | 8.07  | q          |
| 7         | B     | Ndiss Kaba Badji            | Senegal        | 7.65 (-0.1) | 7.79 (-0.1)  | 8.07 (-0.5) | 8.07  | q, SB      |
| 8         | A     | Hussein Taher Al-Sabee      | Saudiarabien   | 5.47 (+0.3) | 8.04 ( -0.4) | x           | 8.04  | q          |
| 9         | B     | Irving Saladino             | Panama         | x           | x            | 8.01 (+0.2) | 8.01  | q          |
| 10        | A     | Luis Méliz                  | Spanien        | x           | 7.77 (-0.1)  | 7.95 (+0.1) | 7.95  | q          |
| 11        | A     | Gable Garenamotse           | Botswana       | 7.58 (+0.3) | x            | 7.95 (+0.4) | 7.95  | q          |
| 12        | B     | Roman Novotný               | Tjeckien       | 7.75 (+0.3) | 7.81 (-0.1)  | 7.94 (-0.2) | 7.94  | q          |
| 13        | A     | Stephan Louw                | Namibia        | 7.73 (+0.1) | x            | 7.93 (+0.6) | 7.93  |            |
| 14        | B     | Mohamed Salman Al-Khuwalidi | Saudiarabien   | x           | x            | 7.93 (+0.4) | 7.93  |            |
| 15        | B     | Tyrone Smith                | Bermuda        | 6.95 (+0.1) | 7.63 (-0.6)  | 7.91 (-0.1) | 7.91  |            |
| 16        | B     | Fabrice Lapierre            | Australien     | 7.90 (+0.1) | x            | x           | 7.90  |            |
| 17        | A     | Yahya Berrabah              | Marocko        | 7.88 (+0.1) | x            | x           | 7.88  |            |
| 17        | A     | Tommi Evilä                 | Finland        | x           | x            | 7.88 (+0.2) | 7.88  |            |
| 19        | B     | Trevell Quinley             | USA            | x           | x            | 7.87 (-0.2) | 7.87  |            |
| 20        | B     | Andrew Howe                 | Italien        | 7.73 (+0.1) | 7.81 ( -0.2) | x           | 7.81  |            |
| 21        | A     | Salim Sdiri                 | Frankrike      | x           | x            | 7.81 (+0.3) | 7.81  |            |
| 22        | B     | Brian Johnson               | USA            | x           | 7.79 (-0.1)  | x           | 7.79  |            |
| 23        | A     | Sebastian Bayer             | Tyskland       | x           | 7.43 (+0.1)  | 7.77 (0.0)  | 7.77  |            |
| 24        | A     | Hugo Chila                  | Ecuador        | 7.77 (+0.2) | x            | x           | 7.77  |            |
| 24        | B     | Andrij Makartjev            | Ukraina        | 7.77 (+0.3) | x            | x           | 7.77  |            |
| 26        | A     | Mauro Vinícius da Silva     | Brasilien      | x           | 7.75 (-0.1)  | x           | 7.75  |            |
| 27        | B     | Chris Tomlinson             | Storbritannien | 7.52 (+0.4) | 7.62 (0.0)   | 7.70 (+0.2) | 7.70  |            |
| 28        | A     | Li Runrun                   | Kina           | 7.70 (+0.2) | x            | 7.56 (+0.1) | 7.70  | SB         |
| 29        | B     | Tarik Bouguetaib            | Marocko        | 7.69 (-0.1) | x            | x           | 7.69  |            |
| 30        | B     | Herbert McGregor            | Jamaica        | 7.64 (0.0)  | 7.46 (+0.3)  | 7.36 (0.0)  | 7.64  |            |
| 31        | A     | Morten Jensen               | Danmark        | x           | 7.58 (+0.3)  | 7.63 (-0.1) | 7.63  |            |
| 32        | B     | Louis Tristán               | Peru           | 7.58 (+0.1) | 7.62 (+0.3)  | x           | 7.62  |            |
| 33        | A     | Marcin Starzak              | Polen          | x           | x            | 7.62 (-0.2) | 7.62  |            |
| 34        | A     | Henry Dagmil                | Filippinerna   | 7.58 (0.0)  | x            | x           | 7.58  |            |
| 35        | A     | Nikolai Atanasov            | Bulgarien      | x           | x            | 7.54 (-0.5) | 7.54  |            |
| 36        | B     | Julien Fivaz                | Schweiz        | 7.53 (0.0)  | x            | x           | 7.53  |            |
| 37        | A     | Vladimir Maljavin           | Ryssland       | 7.32 (-0.2) | 7.35 (-0.1)  | x           | 7.35  |            |
| 38        | B     | Miguel Pate                 | USA            | x           | 7.34 (+0.4)  | x           | 7.34  |            |
| 99        | B     | Zhou Can                    | Kina           | -           | -            | -           | NM    |            |
| 99        | B     | Arnaud Casquette            | Mauritius      |             |              |             | DNS   |            |
| 99        | A     | Issam Nima                  | Algeriet       |             |              |             | DNS   |            |

### Final
| Placering | Idrottare              | Nationalitet   | 1           | 2           | 3           | 4           | 5        | 6        | Resultat    | Noteringar |
| --------- | ---------------------- | -------------- | ----------- | ----------- | ----------- | ----------- | -------- | -------- | ----------- | ---------- |
| 1         | Irving Saladino        | Panama         | x (+0.1)    | 8.17 (-0.1) | 8.21 (+0.1) | 8.34 (-0.3) | x (-0.2) | x (-0.5) | 8.34 (-0.3) |            |
| 2         | Khotso Mokoena         | Sydafrika      | 7.86 (+0.1) | x (0.0)     | 8.02 (+0.2) | 8.24 (0.0)  | x (-0.2) | x (-0.4) | 8.24 (0.0)  |            |
| 3         | Ibrahim Camejo         | Kuba           | 7.94        | 8.09        | 8.08        | 7.88        | 7.93     | 8.20     | 8.20        |            |
| 4         | Ngonidzashe Makusha    | Zimbabwe       | 8.19        | 8.06        | 8.05        | 8.10        | 8.05     | 6.48     | 8.19        |            |
| 5         | Wilfredo Martínez      | Kuba           | 7.60        | 7.90        | x           | 8.04        | x        | 8.19     | 8.19        |            |
| 6         | Ndiss Kaba Badji       | Senegal        | 8.03        | x           | 8.02        | 8.16        | 8.03     | 7.92     | 8.16        | SB         |
| 7         | Luis Felipe Meliz      | Spanien        | x           | 8.02        | x           | x           | 7.98     | 8.07     | 8.07        |            |
| 8         | Roman Novotný          | Tjeckien       | 7.87        | 7.75        | 8.00        | x           | 7.82     | 7.94     | 8.00        |            |
|           |                        |                |             |             |             |             |          |          |             |            |
| 9         | Gable Garenamotse      | Botswana       | x           | 7.85        | -           |             |          |          | 7.85        |            |
| 10        | Greg Rutherford        | Storbritannien | x           | 5.20        | 7.84        |             |          |          | 7.84        |            |
| 11        | Hussein Taher Al-Sabee | Saudiarabien   | 7.80        | x           | x           |             |          |          | 7.80        |            |
| 99        | Louis Tsatoumas        | Grekland       | x           | x           | x           |             |          |          | NM          |            |

 VR - Världsrekord / =SB - Tangerat säsongsbästa / PB - Personbästa / SB - Säsongsbästa